# Édouard Waldner de Freundstein
Pour les articles homonymes, voir Waldner et Freundstein.
Édouard, comte de Waldner de Freundstein (24 mai 1789, château d'Ollwiller - † 3 avril 1879, Paris), est un général et homme politique français.

## Biographie
Il est le fils de Godefroy Waldner de Freundstein et de Frédérique Caroline de Stein-Nordheim. Il suit la carrière militaire et débute en Espagne dans un régiment de dragons.
Il passe à la Grande Armée, est promu capitaine de cuirassiers, fait la campagne de Russie et est blessé à la bataille de la Moskowa. Promu chef d'escadron au cours de la campagne de Saxe, il ne fut nommé colonel du 10e cuirassiers que le 27 mars 1834. 
Général de brigade en 1841, puis général de division le 3 janvier 1851, il reçoit peu après le commandement de la 6e division militaire (Strasbourg), qu'il exerce jusqu'à son passage dans la section de réserve en 1863. 
Le 7 mai de cette dernière année, il devient sénateur du Second Empire.

## Sources
- « Waldner de Freundstein (Edouard, comte) », dans Adolphe Robert et Gaston Cougny, Dictionnaire des parlementaires français, Edgar Bourloton, 1889-1891 [détail de l’édition]